# 姚佛念
姚佛念（407年—417年），五胡十六国后秦的末代皇帝姚泓的儿子。
417年，东晋刘裕、王镇恶兵临城下，姚泓打算出城投降，年仅十一岁的姚佛念对姚泓说：“晋人一定会在我们身上满足自己的欲望，即使投降也难免一死，不如自杀。”姚泓没有回答。姚佛念登上宫墙，跳下摔死。八月廿四，姚泓投降，刘裕把姚泓送到建康，绑到市井刑场斩首。